# Fayçal Hamza
Fayçal Hamza (Algiers (provincie), 6 september 1992) is een Algerijns wielrenner.
Hamza begon zijn wielercarrière bij Vélo Club Sovac Algérie, de ploeg waarvoor hij nu nog altijd uitkomt. Hij won in zijn loopbaan onder andere tweemaal het Arabisch kampioenschap tijdrijden met zijn ploeg.

## Erelijst
2012
- Algerijns kampioenschap, Beloften (Individuele tijdrit)
- 8e etappe Ronde van Burkina Faso
- Arabisch kampioenschap (Ploegentijdrit met Hichem Chaabane, Adil Barbari, Karim Hadjbouzit, Abderrahmane Hamza en Hamza Merdj)

2013
- Arabisch kampioenschap (Ploegentijdrit met Azzedine Lagab, Youcef Reguigui, Abdelmalek Madani)

2014
- 1e etappe Ronde van Tipaza

## Ploegen
- 2012-Vélo Club Sovac Algérie
- 2012-UCI Centre mondial du cyclisme
- 2013-Vélo Club Sovac
- 2013-UCI Centre mondial du cyclisme
- 2014-Vélo Club Sovac

Amari · Barbari · Bourezza · Chaabane · Chabaane · Dahmane · Hadjbouzit · F.Hamza · M.K.Hamza · A.Hamza · Merdj · Saada
Barbari · Baz · Ben Nasser · Benrais · Bettira · Chaabane · Chabaane · Dahmane · Droueche · Hadjbouzit · A.Hamza · F.Hamza · Lahsaini · Merdj
Amari · Barbari · Baz · Benoua · Benrais · Bouzidi · Dahmane · S.A.Fellah · A.Fellah · Hadjbouzit · F.Hamza · A.Hamza · Mansouri · Merdj · Saada